# Улица Суворова (Королёв)
Улица Суворова — улица в городе Королёв.

## История
Улица Суворова начинается от улицы Дзержинского, пересекает Коммунальную улицу и заканчивается на улице Степана Разина. Застройка улицы началась в 1948 году. Улица Суворова застроена 2—16-этажными домами.

## Транспорт
Автобусы:

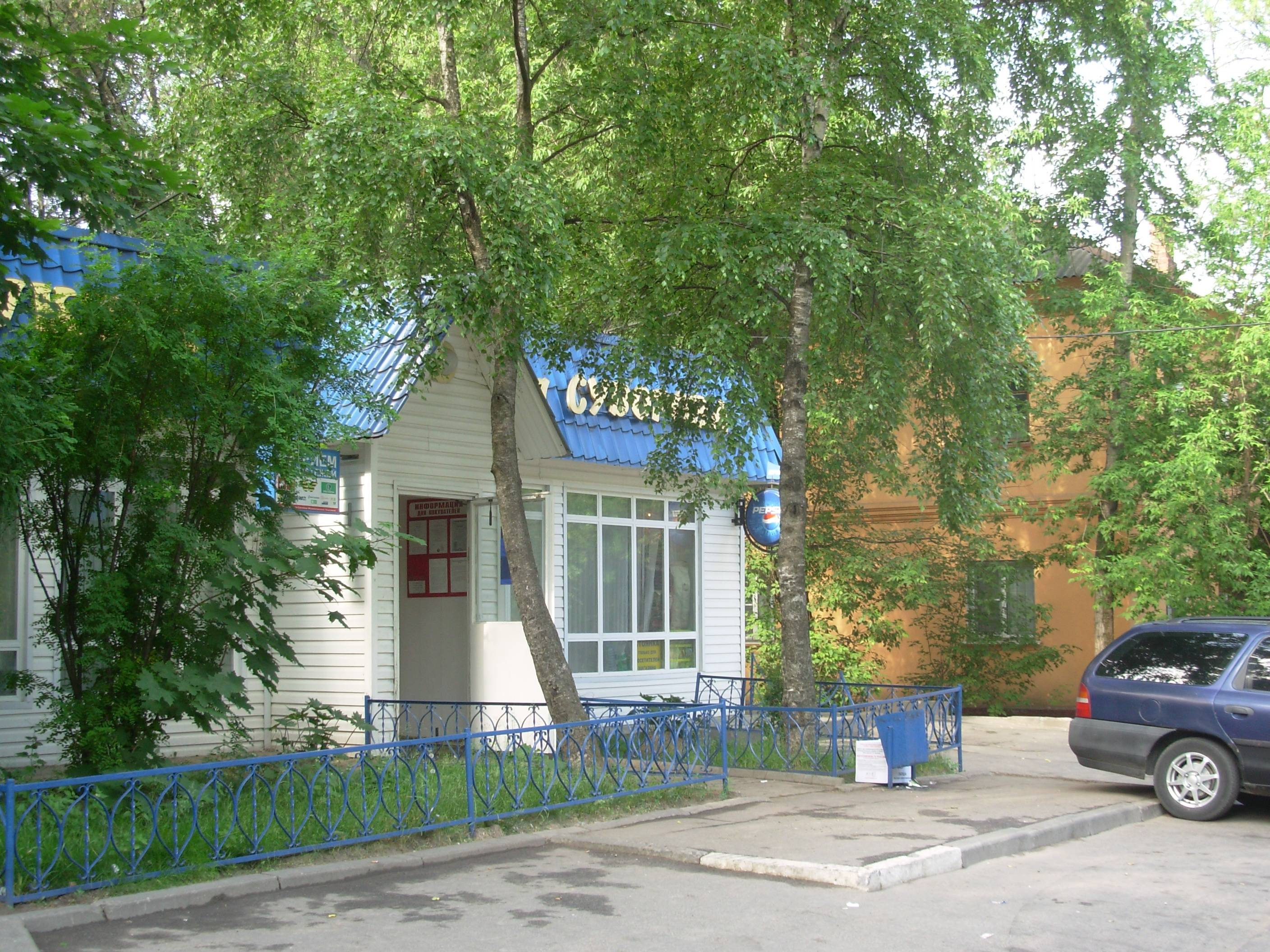
На улице Суворова, 2011 год

- 6 (ст. Болшево — ул. Мичурина — Оболдино)
- 7 (ст. Болшево — ул. Мичурина — Торфопредприятие)
- 48 (ст. Болшево — ул. Горького — пл.Загорянская)

Маршрутное такси:
- 7 (ст. Болшево — ул. Мичурина)